# Wolffia
Genre
Classification phylogénétique
Wolffia (les wolfies), est un genre de plantes aquatiques flottantes de la famille des Araceae (auparavant des Lemnaceae).
Le nom générique Wolffia a été créé en l'honneur du botaniste allemand Johann Friedrich Wolff (1778-1806).

## Caractéristiques générales
Ces plantes ont un appareil végétatif très simplifié, de taille minuscule, constituée par une lamelle verte (fronde) de dimensions réduites (de l'ordre du millimètre, ce qui en fait les plus petites des plantes à fleurs), généralement ovale, flottant à la surface de l'eau, sans racines et portant des fleurs au-dessus. Elles sont souvent isolées ou réunies par deux et forment des populations denses à la surface des eaux douces stagnantes.
Ce sont des plantes vivaces se reproduisant de manière végétative par bourgeonnement de la lame.
Les fleurs, très simplifiées, sont au nombre de deux, l'une pistillée (femelle) et l'autre staminée (mâle).
Les fruits indéhiscents contiennent une seule graine.

## Distribution
Les wolfies sont présentes sur tous les continents.

## Principales espèces
- Wolffia arrhiza (L.) Horkel ex Wimm., la wolfie sans racines
- Wolffia borealis (Engelm.) Landolt
- Wolffia brasiliensis Wedd.
- Wolffia columbiana H. Karst.
- Wolffia cylindracea Hegelm.)
- Wolffia globosa (Roxb.) Hartog & Plas